# Topik
Topik  (ucraniano: Топик) es una localidad del Raión de Kotovsk en el Óblast de Odesa de Ucrania. Según el censo de 2001, tiene una población de 96 habitantes.